# 文川市
文川市（ムンチョンし）は、朝鮮民主主義人民共和国江原道に属する市。

## 地理
江原道の北部、日本海の永興湾に面し、南に元山市、北に川内郡、西南に法洞郡と隣接する。

## 行政区画
16洞・14里を管轄する。
| - 柯坪洞（カピョンドン） - 鋼鉄洞（カンチョルトン） - 庫巌洞（コアムドン） - 関豊洞（クァンプンドン） - 文川洞（ムンチョンドン） - 文坪洞（ムンピョンドン） - 北港洞（プカンドン） - 三五洞（サモドン） - 城門洞（ソンムンドン） - 新安洞（シナンドン） - 玉坪洞（オクピョンドン） - 恩情洞（ウンジョンドン） - 長白洞（チャンベクトン） - 解放山洞（ヘバンサンドン） - 海岸洞（ヘアンドン） - 黄石洞（ファンソクトン） | - 佳銀里（カウンニ） - 橋城里（キョソンニ） - 南昌里（ナムチャンニ） - 畓村里（タプチョンニ） - 徳興里（トクンニ） - 龍井里（リョンジョンニ） - 龍灘里（リョンタンニ） - 富方里（プバンニ） - 参洞里（サムドンニ） - 三一里（サミルリ） - 三和里（サムァリ） - 石田里（ソクチョンニ） - 松竹里（ソンジュンニ） - 新松里（シンソンニ） |

## 歴史
日本統治時代は咸鏡南道文川郡であった。

### 年表
この節の出典
- 紀元前2世紀 - 臨屯郡邪頭味県が置かれる。
- 高句麗 - 広開土王のころ、買溝婁と呼ばれる。
- 高麗 - 洙城、伊均などと呼ばれる。文州防禦使が置かれる。
- 1413年 - 文川郡に改称される。
- 1914年4月1日 - 郡面併合により、文川郡に以下の面が成立。(5面)
  - 郡内面・都草面・明孝面・亀山面・雲林面
- 1936年 (1邑3面)
  - 都草面を廃止。
    - 郡内面・都草面の南部 → 文川面が発足。
    - 都草面北部 → 川内邑に昇格。

  - 明孝面・亀山面が合併し、明亀面が発足。
- 1942年4月 - 徳源郡豊上面・豊下面・府内面・北城面および赤田面・県面の各一部を編入。(1邑9面)
  - 府内面が徳源面に改称。
- 1943年 - 元山府の一部が赤田面に編入。(1邑9面)
- 1946年9月 - 咸鏡南道から江原道に移管。(8面)
  - 北城面が文川面に編入。
  - 文川面の一部が分立し、文城面が発足。
  - 川内邑が川内面に降格。
  - 赤田面・県面および徳源面の一部が元山市に編入。
- 1952年12月 - 郡面里統廃合により、江原道文川郡文川面・文城面・徳源面および明亀面・雲林面の各一部地域をもって、文川郡を設置。文川郡に以下の邑・労働者区・里が成立。(1邑2労働者区24里)
  - 文川邑・柯坪里・新安里・龍灘里・庫巌里・新松里・玉坪里・富方里・橋城里・三和里・龍井里・松竹里・南昌里・徳源里・浮雲里・石峴里・新城里・竹山里・永三里・長林里・徳興里・石田里・三一里・畓村里・参洞里・野汰労働者区・佳銀労働者区
- 1953年12月 (1邑2労働者区24里)
  - 橋城里の一部が玉坪里に編入。
  - 松竹里の一部が川内郡長豊里に編入。
- 1958年6月 - 野汰労働者区が文坪労働者区に改称。(1邑2労働者区24里)
- 1961年12月 - 徳源里・浮雲里・石峴里・長林里が元山市に編入。(1邑2労働者区20里)
- 1967年10月 - 玉坪里が玉坪労働者区に昇格。(1邑3労働者区19里)
- 1972年7月 - 文川郡を廃止。
  - 文川邑・文坪労働者区・玉坪労働者区・佳銀労働者区・柯坪里・南昌里・橋城里・龍井里・富方里・龍灘里・庫巌里・新安里・参洞里・三一里・畓村里・竹山里・新城里・永三里が元山市に編入。
  - 徳興里・石田里・三和里・松竹里・新松里が川内郡に編入。
- 1976年6月 - 江原道元山市文川洞・城門洞・文坪洞・佳銀洞・柯坪洞・南昌里・玉坪洞・橋城里・富方里・龍井里・龍灘里・庫巌洞・新安里・参洞里・三一里・畓村里・徳興里・石田里、川内郡三和里・松竹里・新松里をもって、文川郡を復活。(1邑5労働者区14里)
  - 文川洞・城門洞が合併し、文川邑が発足。
  - 文坪洞が文坪労働者区に降格。
  - 佳銀洞が佳銀労働者区に降格。
  - 柯坪洞が柯坪労働者区に降格。
  - 玉坪洞が玉坪労働者区に降格。
  - 庫巌洞が庫巌労働者区に降格。
- 1984年6月 - 佳銀労働者区が佳銀里に降格。(1邑4労働者区15里)
- 1991年5月 - 文川郡が文川市に昇格。(16洞14里)
  - 文川邑の一部を関豊洞・城門洞・文川洞・三五洞・海岸洞・長白洞・恩情洞に改編。
  - 文坪労働者区の一部を文坪洞・鋼鉄洞に改編。
  - 文川邑の残部・文坪労働者区の残部を解放山洞がに改編。
  - 庫巌労働者区が分割され、庫巌洞・黄石洞が発足。
  - 新安里が分割され、新安洞・北港洞が発足。
  - 玉坪労働者区が玉坪洞に昇格。
  - 柯坪労働者区が柯坪洞に昇格。
- 2018年5月30日 - 文川港線庫岩駅 - 畓村駅間開業[2]。

## 交通
- 江原線
  - 玉坪駅 - 文川駅
- 文川港線
  - 玉坪駅 - 庫岩駅 - 畓村駅